# Рачинский, Яков Давыдович
Яков Давыдович Рачинский (06.02.1902, г. Прилуки — 02.01.1987) — советский инженер-проектировщик. Главный инженер проектов строительства комбината «Североникель», рудника и обогатительной фабрики в г. Заполярный. Лауреат Ленинской премии (1965). Участник Великой Отечественной войны. Воинское звание: инженер-капитан запаса.

### Биография
Родился в г. Прилуки современной Полтавской области в феврале 1902 года
В 18 лет начал работать на Донецкой железной дороге на должности чертёжника.
Окончил Харьковский технологический институт (1928). С 1928—1935 работал в ленинградском институте «Механобр» инженером — конструктором. С 1935 в Мончегорске. С 1935—1978 год — в
институте Гипроникель, главный инженер проектов комбинатов «Северониель» и «Печенгоникель», главный инженер проекта строительства рудника и обогатительной фабрики в г. Заполярный.. В 1942—1944 годах заместитель директора комбината «Сневероникель» по монтажу оборудования. Всего 44 года служил главным инженером-проектировщиком «Североникеля».
В 1938 году поступил на военную службу, офицер, инженер-капитан запаса.
Персональный пенсионер с 1978 года.

## Награды, поощрения
Медали «За оборону Ленинграда», «За оборону Советского Заполярья». Орден «Знак Почёта» (1943)
Лауреат Ленинской премии (1965) — за участие в работе по интенсификации процессов и усовершенствованию технологии производства никеля и кобальта из сульфидных руд.
Выписка из Постановления от 21 апреля 1965 года г. Москва Комитета по Ленинским премиям в области науки и техники при Совете Министров СССР:
…Присудить Ленинскую премию 1965 года за наиболее выдающиеся работы в области техники:
…Познякову Владимиру Яковлевичу — главному инженеру комбината «Североникель», руководителю работы;
Лешке Георгию Павловичу — директору;
Борисову Николаю Фёдоровичу и Рябко Георгию Тимофеевичу — начальникам цехов;
Жилкину Владимиру Борисовичу — начальнику отделения;
Захарову Михаилу Ивановичу — заместителю начальника отдела;
Иголкину Михаилу Петровичу — мастеру;
Карапетяну Сурену Карповичу — главному энергетику;
Крылову Анатолию Сергеевичу и Попову Олегу Андреевичу — техническим руководителям цехов;
Тарасову Владимиру Сергеевичу — заместителю главного инженера; работникам того же комбината;

Рачинскому Якову Давыдовичу — главному инженеру проекта института «Гипроникель».